# Georges Creten
Pour les articles homonymes, voir Creten.
Georges Creten est un peintre belge né le 14 mars 1887 à Saint-Gilles (Belgique) et mort à Uccle (Belgique) le 8 avril 1966. Il a été successivement impressionniste, fauve et expressionniste. Sa prédilection se tourne surtout vers les portraits de femmes et les nus.

## Biographie
Georges Charles Eugène Creten est né le 14 mars 1887, au no 105 chaussée de Waterloo à Saint-Gilles. Il est le fils d'Eugène Marie Joseph Creten, peintre décorateur, et de Mathilde Sidonie Biver.

## Œuvres
- Pêcheur, huile (1929)
- La Rousse Corse, huile sur toile (1925)

## Collections publiques
- Arlon, musée Gaspar, Collections de l'Institut archéologique du Luxembourg : aquarelle[2].
- Bruxelles, Musées Royaux des Beaux-Arts, huiles[3].